# William Gordon, 3. Baronet (of Park)
Sir William Gordon, 3. Baronet (* 23. April 1712 in Ordiquhill, Banffshire; † 5. Juni 1751 in Douai, Frankreich) war ein schottisch-britischer Adliger und Militär.
Er entstammte einer Nebenlinie des Clan Gordon und war der älteste Sohn des Sir James Gordon, 2. Baronet (um 1680–1727), aus dessen erster Ehe mit Helen Fraser, Tochter des William Fraser, 12. Lord Saltoun.
Beim Tod seines Vaters am 15. Dezember 1727 erbte er dessen Adelstitel eines Baronet, of Park in the County of Banff, der am 21. August 1686 in der Baronetage of Nova Scotia seinem Großvater verliehen worden war. Am 23. April 1728 wurde er amtlich auch als Generalerbe der Besitzungen seines Vaters bestätigt.
Er schloss sich dem Jakobitenaufstand von 1745 an und floh nach der Niederlage in der Schlacht bei Culloden ins Exil nach Frankreich. Er wurde noch im selben Jahr wegen Hochverrats geächtet. Um zu vermeiden, dass seine Ländereien von der Krone eingezogen würden, hatte er diese gegen eine Leibrente seinem Bruder John Gordon übertragen. Noch vor seinem Tod wurde die Ächtung rückwirkend widerrufen. 
In Frankreich diente im Regiment des John Ogilvy (1699–1761), Sohn und Erbe des bereits 1715 geächteten David Ogilvy, 3. Earl of Airlie († 1717), in den Rang eines Lieutenant-Colonel des französischen Heeres auf.
1745 hatte er Lady Janet Duff, Tochter des William Duff, 1. Earl Fife, geheiratet. Sie folgte ihm nach Frankreich und gebar ihm drei Kinder:
- Jean Gordon (um 1745–um 1767) ⚭ Duncan Urquhart;
- Sir John James Gordon, 4. Baronet (1749–1780) ⚭ Hannah Comer;
- William Braco Gordon (um 1750–1776).

Als er 1751 starb, beerbte ihn sein älterer Sohn John. Seine Witwe heiratete 1758 George Hay, Laird von Mountblairy in Banffshire.